# Кобез
Кобе́з — гора, наивысшая отметка хребта Чебал в системе Абаканского хребта (1748 м над уровнем моря).
Находится почти на границе Таштыпского района Республики Хакасия и Кемеровской области (52° 14' с.ш. 88° 46' в.д.). Крутые склоны покрыты темнохвойной тайгой до высоты 1500 м, на вершине — каменистые россыпи.
На западном склоне находятся истоки рек Камзас и Консу.